# Kula (Zenica)
Pour les articles homonymes, voir Kula.
Kula (en cyrillique : Кула) est un village de Bosnie-Herzégovine. Il est situé sur le territoire de la ville de Zenica, dans le canton de Zenica-Doboj et dans la fédération de Bosnie-et-Herzégovine. Selon les premiers résultats du recensement bosnien de 2013, il compte 95 habitants.

## Géographie
Le village est situé au bord de la Babina rijeka (ou Babišnica), un affluent droit de la Bosna.

## Démographie

### Évolution historique de la population dans la localité
| 1948 | 1953 | 1961 | 1971 | 1981 | 1991 | 2013 |
| ---- | ---- | ---- | ---- | ---- | ---- | ---- |
| -    | -    | 178  | 246  | 190  | 192  | 95   |

|  |